# 潔面乳
洗面乳（又稱潔面乳，中國大陸稱作洗面奶），是保養品的一種，主要功用是清潔臉部肌膚（亦甚至頸部）。

## 概要
洗面乳，用于清潔面部水溶性污垢（汗液，灰尘等）的清洁用品，用肥皂洗臉用可以說是潔面的一種。不過，作為消費品的潔面乳，特別之處包括它對皮膚的刺激較少，沖洗更容易、保養皮膚或是在臉上凹凸位置也能潔淨。

## 歷史
中國古代女子使用米漿水清潔面部肌膚。清潔完擦面脂來鎖住水分。

## 不同種類的洗面乳
不同種類的洗面乳適合不同類型皮膚的人士使用。強勁洗潔力的洗面乳較適合油性肌膚人士使用，以防止細菌滋生而造成粉刺，但與此同時或會使皮膚過分乾燥和刺激肌膚。乾性皮膚人士可以在不會使皮膚過度油潤的情況下使用較油膩的滋潤性洗面乳。這種洗面乳的清潔能力對油性肌膚者(甚至一般肌膚)或許不足。但對乾性肌膚而言，較弱清潔力的洗面乳的確較為合適。而且必須使用不含酒精成分的洗面乳，以免酒精令皮膚中的水分加速揮發。
洗面乳的形狀以乳膏狀（半固體）、水狀幕斯（液體）兩種為主要大宗。部分洗面乳加入了香料和精油，對部分使用者可能引起皮膚敏感，或者刺激皮膚。
1. ↑  国晶. .